# Libertas (Dubrovnik)
Libertas is het motto van Dubrovnik, een stad in Kroatië, en was dat vanaf 1418 ook van de Republiek Ragusa, een historische staat geconcentreerd rondom Dubrovnik.
"Libertas" is het Latijnse woord voor vrijheid. In de Romeinse godenwereld is Libertas de goddelijke personificatie van de vrijheid. De Republiek Ragusa kon dankzij de zeehandel een welvarende staat worden en, vooral daarom, hechtte men veel waarde aan vrijhandel en vrijheid, hoewel enkel Rooms-katholieken burger van Ragusa konden worden. Met behulp van een zeer goede diplomatieke dienst konden de kooplui van Ragusa vrijelijk het land en de wereldzeeën bereizen. Een van de sleutels tot succes daarbij was om niet te veroveren, maar met iedereen handel te drijven. Nadat Ragusa in 1418 de slavernij afschafte, gingen de handelsschepen een witte handelsvlag met daarop het woord "Libertas" gebruiken. Ook tegenwoordig ziet men in Dubrovnik veel vlaggen met deze term, hoewel de officiële vlag van Dubrovnik Sint-Blasius toont.
De ingang naar het Lovrijenac-fort net buiten de stadsmuren draagt de inscriptie Non bene pro toto libertas venditur auro, wat betekent: "Vrijheid is voor geen enkele hoeveelheid goud te koop."